# Remediatie
Remediatie is het opnemen van eigenschappen van een oud medium in een nieuw medium. De term remediatie is een rechtstreekse vertaling van de Engelse term remediation.
Jay David Bolter en Richard Grusin zijn de auteurs van het boek Remediation. Ze beschrijven hier in dat elk nieuw medium de inhoud van oudere media in zich opneemt, en noemen dit fenomeen remediatie (remediation). Zo bestaat een film uit teksten die vergelijkbaar zijn met toneel. En een computerspel gebruikt vaak verhaallijnen uit films. Cultuurcriticus Walter Benjamin schreef in de jaren dertig al dat de bijzondere eigenschappen van een medium niet lagen in de inhoud, maar in de wijze waarop ze deze toonden. De inhoud van verschillende media is hetzelfde gebleven. Zo is de tekst op deze pagina hetzelfde als in een encyclopedie in boekvorm, echter deze tekst kan aangepast worden, en die van een boek niet.

## Verschillende soorten remediatie
Remediatie kent twee vormen die elkaar tegengesteld zijn. De eerste is hypermedialiteit (Engelse term; hypermediacy), er wordt nadruk gelegd op het medium, de toeschouwer is zich bewust dat er sprake is van een medium. De tweede is transparante onmiddellijkheid (Engelse term; immediacy), het medium is onzichtbaar, de toeschouwer ervaart alles als de werkelijkheid. Elk medium bevindt zich op de lijn tussen deze twee uitersten. Een voorbeeld van transparante onmiddellijkheid in computerspellen is de lyrische manier van kijken door de ogen van het personage. Je ziet de wereld door zijn/haar ogen, en dus zijn alleen een paar armen van dit personage zichtbaar. Er is sprake van hypermedialiteit in computerspellen als er bijvoorbeeld een split screen is; op twee plekken tegelijk zijn is in werkelijkheid niet mogelijk, dus is er sprake van een bewustzijn van het medium.